# Televisioni locali della Lombardia
Eitowers Lombardia, Raiway Lombardia, Studio 1 Network A e Studio 1 Network B sono quattro dei multiplex della televisione digitale terrestre presenti nel sistema DVB-T italiano.
Eitowers Lombardia appartiene a EI Towers S.p.A. interamente posseduta da 2i Towers S.r.l., a sua volta controllata al 100% da 2i Towers Holding S.r.l., che è partecipata per il 40% da Mediaset e per il 60% da F2i TLC 1 S.r.l..
Raiway Lombardia appartiene a Rai Way, società controllata da Rai.
Studio 1 Network A appartiene a Studio 1 e Teletutto.
Studio 1 Network B appartiene a Studio 1.

## Copertura
Eitowers Lombardia è una rete di primo livello disponibile in tutta la Lombardia, eccetto la provincia di Mantova.
Raiway Lombardia è una rete di primo livello disponibile in tutta la Lombardia, eccetto la provincia di Mantova.
Studio 1 Network A è una rete di secondo livello disponibile nelle province di Bergamo, Brescia, Cremona, Lodi, Pavia e Sondrio.
Studio 1 Network B è una rete di secondo livello disponibile in tutta la Lombardia, eccetto le province di Como, Lecco, Sondrio e Varese.

## Frequenze
Eitowers Lombardia trasmette sul canale 22 della banda UHF IV in tutta la Lombardia, eccetto la provincia di Mantova.
Raiway Lombardia trasmette sul canale 34 della banda UHF IV in tutta la Lombardia, eccetto la provincia di Mantova.
Studio 1 Network A trasmette sul canale 21 della banda UHF IV nelle province di Bergamo, Brescia, Cremona, Lodi, Pavia e Sondrio.
Studio 1 Network B trasmette sul canale 31 della banda UHF IV in tutta la Lombardia, eccetto le province di Como, Lecco, Sondrio e Varese.

## Servizi

### Canali televisivi (Eitowers Lombardia)
| LCN | Canale                   | Note       |
| --- | ------------------------ | ---------- |
| 13  | Telecity Lombardia       | FTA (HDTV) |
| 14  | Espansione Tv HD         | FTA (HDTV) |
| 15  | BERGAMO TV HD            | FTA (HDTV) |
| 16  | TT-TELETUTTO             | FTA (HDTV) |
| 73  | RADIO BRUNO Lombardia    | FTA (HDTV) |
| 77  | CANALE ITALIA 77         | FTA        |
| 83  | PIU VALLI TV             | FTA (HDTV) |
| 85  | TSN                      | FTA (HDTV) |
| 87  | VIDEOSTAR                | FTA (HDTV) |
| 88  | RETE 55                  | FTA        |
| 93  | TI RICORDI TV            | FTA        |
| 94  | SEILATV Bergamo HD       | FTA (HDTV) |
| 96  | SUPERTV                  | FTA (HDTV) |
| 97  | VALENZA TV               | FTA (HDTV) |
| 98  | TELECLUSONE OROBIK98     | FTA        |
| 115 | DTV1 (RADIO BIRIKINA TV) | FTA        |

### Canali televisivi (Raiway Lombardia)
| LCN    | Canale             | Note       |
| ------ | ------------------ | ---------- |
| 10     | Telelombardia HD   | FTA (HDTV) |
| 11     | Antenna 3 HD       | FTA (HDTV) |
| 12     | TopCalcio24 HD     | FTA (HDTV) |
| 17     | TELECOLOR          | FTA (HDTV) |
| 18     | TELENOVA HD        | FTA (HDTV) |
| 19 219 | CR1                | FTA (HDTV) |
| 71     | CANALE ITALIA      | FTA        |
| 75     | UNICA TV           | FTA        |
| 76     | TELELIBERTA’       | FTA (HDTV) |
| 78 278 | Milano Pavia TV    | FTA (HDTV) |
| 81     | TeleBoario         | FTA (HDTV) |
| 82     | TELEREPORTER       | FTA        |
| 84     | Antenna 2          | FTA        |
| 86     | RETE 7             | FTA        |
| 91     | TRS                | FTA        |
| 92     | ITALIA 8 PRESTIGE  | FTA        |
| 113    | GIOCABET.TV        | FTA        |
| 114    | TVS Televallassina | FTA (HDTV) |
| 191    | MILANOW            | FTA        |

### Canali televisivi (Studio 1 Network A)
| LCN    | Canale             | Note       |
| ------ | ------------------ | ---------- |
| 19 219 | CR 1 HD            | FTA (HDTV) |
| 76     | Telelibertà HD     | FTA (HDTV) |
| 81     | TELE BOARIO        | FTA (HDTV) |
| 89     | TELE PONTEDILEGNO  | FTA        |
| 90     | VALPADANA TV       | FTA        |
| 95     | STUDIO1            | FTA        |
| 99     | TELESTELLA         | FTA        |
| 111    | MY LIVIGNO TV      | FTA        |
| 112    | CAFE TV24          | FTA        |
| 116    | PIU VALLI TV2      | FTA (HDTV) |
| 119    | TELELEONESSA       | FTA (HDTV) |
| 177    | MY LIVIGNO TV NEWS | FTA        |
| 180    | QTV                | FTA        |
| 181    | E LIVE             | FTA (HDTV) |

### Canali radiofonici (Studio 1 Network A)
| LCN | Canale      | Note |
| --- | ----------- | ---- |
| 788 | RADIO SUPER | FTA  |

### Canali televisivi (Studio 1 Network B)
| LCN | Canale                     | Note       |
| --- | -------------------------- | ---------- |
| 19  | CR 1 HD                    | FTA (HDTV) |
| 73  | RADIO BRUNO HD             | FTA (HDTV) |
| 79  | CANALE1 LOMBARDIA - ONE TV | FTA        |
| 80  | LOMBARDIA TV80             | FTA        |
| 95  | STUDIO 1                   | FTA        |
| 110 | CANALE 110                 | FTA        |
| 112 | CAFE TV 24                 | FTA        |
| 116 | PIU' VALLI TV2             | FTA (HDTV) |
| 117 | GALAXY TV                  | FTA        |
| 118 | VIDEO BRESCIA              | FTA (HDTV) |
| 175 | LIFEZONE                   | FTA        |
| 186 | STUDIO PIU TV              | FTA (HDTV) |
| 277 | TELEMANTOVA HD             | FTA (HDTV) |
| 351 | 70-80 TV                   | FTA        |
| 352 | RADIO 4YOU TV 2            | FTA        |

### Canali radiofonici (Studio 1 Network B)
| LCN | Canale    | Note |
| --- | --------- | ---- |
| 799 | RTR99 DAB | FTA  |